# Wertbildungsprozess
Der Wertbildungsprozess ist in der Theorie von Karl Marx wesentlicher Bestandteil des kapitalistischen Produktionsprozesses. Da die einzelne Ware Einheit von Gebrauchswert und Wert sei, müsse der Produktionsprozess dieser Ware Einheit von Arbeitsprozess und Wertbildungsprozess sein.
Wertbildende Arbeit ist die Arbeit jedoch nicht durch ihre jeweilige Bestimmtheit, durch ihren konkreten Zweck als Schneider-, Schuster-, Spinnarbeit usw. Neuen Wert bildet die Arbeit in diesem Produktionsprozess quasi im Gegenteil nicht durch ihre Bestimmtheit, sondern durch ihre Unbestimmtheit, durch ihre Gleichheit mit jeder anderen abstrakten Arbeit, von der sie sich nur hinsichtlich ihrer Menge unterscheidet. In dieser Gleichsetzung ganz unterschiedlicher Arbeiten als eine identische „Arbeit schlechthin“ liegt im Kapitalismus gerade die Gesellschaftlichkeit der vielen Einzelarbeiten. Und je nach ihrer Dauer bilden diese Einzelarbeiten alle eine bestimmte Menge neuen Wertes, die Produkte der von ihrer jeweiligen Zwecksetzung komplett unterschiedlichen Arbeiten stellen hier „...nichts dar als bestimmte Quanta Arbeit, bestimmte Masse festgeronnener Arbeitszeit.“ Voraussetzung dafür ist es, dass die geleistete Arbeit auch in Inhalt und Dauer gesellschaftlich notwendig war; nur die gesellschaftlich notwendige Arbeit zählt als wertbildend.
Die Bildung neuen Wertes ist jedoch nicht der eigentliche Zweck des kapitalistischen Produktionsprozesses, hier geht es nicht um Wertbildung, sondern um Verwertung. Der Verwertungsprozess ist ein Wertbildungsprozess, der länger andauert, als die Produktion von Waren zum Zwecke der Reproduktion der Arbeitskraft, also des „Wertbildners“, dauert: Wird der Wertbildungsprozess über diesen Zeitpunkt verlängert, wird er vom Standpunkt des Kapitalisten zum Verwertungsprozess.